# Lara Davenport
Lara Shiree Davenport (Sydney (New South Wales), 22 december 1983) is een voormalige Australische zwemster. Ze vertegenwoordigde haar vaderland op de Olympische Zomerspelen 2008 in Peking.

## Zwemcarrière
Bij haar internationale debuut, op de Wereldkampioenschappen zwemmen 2005 in Montreal, Canada, zwom Davenport samen met Libby Lenton, Melissa Mitchell en Bronte Barratt in de series van de 4x200 meter vrije slag. In de finale sleepten Lenton en Barratt samen met Shayne Reese en Linda Mackenzie de zilveren medaille in de wacht, voor haar inspanningen in de series ontving Davenport de zilveren medaille.
Op de Wereldkampioenschappen kortebaanzwemmen 2006 in Shanghai, China zwom de Australische samen met Michelle Engelsman, Danni Miatke en Sophie Edington in de series van de 4x100 meter vrije slag, in de finale sleepten Miatke en Edington samen met Shayne Reese en Libby Lenton de zilveren medaille in de wacht. In de series van de 4x200 meter vrije slag zwom ze samen met Shayne Reese, Melissa Mitchell en Jessicah Schipper, in de finale veroverden Reese en Schipper samen met Bronte Barratt en Libby Lenton de wereldtitel. Voor haar aandeel in beide estafettes werd Davenport beloond met één gouden en één zilveren medaille. In Melbourne, Australië nam Davenport deel aan de Wereldkampioenschappen zwemmen 2007, op dit toernooi eindigde ze samen met Libby Trickett, Jodie Henry en Stephanie Rice als vierde op de 4x200 meter vrije slag.
Tijdens de Olympische Zomerspelen van 2008 in Peking, China zwom de Australische samen met Felicity Galvez, Angie Bainbridge en Melanie Schlanger in de series van de 4x200 meter vrije slag. In de finale werd het viertal vervangen door het kwartet Stephanie Rice, Bronte Barratt, Kylie Palmer en Linda Mackenzie, deze vier veroverden de gouden medaille. Voor haar inspanningen in de series werd Davenport beloond met de gouden medaille.

## Internationale toernooien
| Jaar | Olympische Spelen                                  | WK langebaan                                       | WK kortebaan                                                                                            | Pan Pacifics  | Gemenebestspelen |
| ---- | -------------------------------------------------- | -------------------------------------------------- | --- | ------------- | ---------------- |
| 2005 |                                                    | 4x200m vrije slag · Davenport zwom enkel de series | |               |                  |
| 2006 |                                                    |                                                    | 4x100m vrije slag · Davenport zwom enkel de series · 4x200m vrije slag · Davenport zwom enkel de series | geen deelname | geen deelname    |
| 2007 |                                                    | 4e 4x200m vrije slag                               | |               |                  |
| 2008 | 4x200m vrije slag · Davenport zwom enkel de series |                                                    | geen deelname                                                                                           |               |                  |

## Persoonlijke records

### Kortebaan
| Afstand         | Tijd    | Datum           | Plaats    |
| --------------- | ------- | --------------- | --------- |
| 100m vrije slag | 54,95   | 7 augustus 2005 | Melbourne |
| 200m vrije slag | 1.57,71 | 7 augustus 2005 | Melbourne |

### Langebaan
| Afstand         | Tijd    | Datum           | Plaats   |
| --------------- | ------- | --------------- | -------- |
| 100m vrije slag | 55,82   | 7 december 2006 | Brisbane |
| 200m vrije slag | 1.58,55 | 25 maart 2008   | Sydney   |